# Aviastroitel AC-7M
Dimensions
L'Aviastroitel AC-7M est un motoplaneur d'école biplace côte-à-côte russe.

## Origine
Cet appareil dont le développement a débuté en 2002 est un monoplan à aile cantilever de grand allongement et profil laminaire, le moteur, utilisé pour assurer un décollage autonome, s’escamotant dans le fuselage derrière le pilote. De construction composite, il repose sur un train quadricycle (une roue avant, 2 au centre et une protégeant le fuselage arrière) semi-escamotable. L’empennage est en flèche, le stabilisateur, posé au sommet de la dérive, étant aussi de grand allongement. À noter une verrière monobloc articulée à l’avant. Destiné à l’école planeur, cet appareil peut parcourir 1 800 km à 180 km/h avec une consommation de 9 l/h. Il est aussi démontable en 20 minutes par 4 personnes pour le transport par route sur remorque spéciale.

## Développement
Le premier vol a eu lieu le 5 avril 2005, le prototype étant équipé d’un moteur Hirth F30 de 105 ch. 
 
La production a été lancée en 2006 avec la réalisation de 2 appareils de présérie à moteur Rotax 912UL2 de 100 ch, moteur retenu pour la série.